# Cortaderia planifolia
Cortaderia planifolia är en gräsart som beskrevs av Jason Richard Swallen. Cortaderia planifolia ingår i släktet Cortaderia, och familjen gräs. Inga underarter finns listade i Catalogue of Life.